# Ervín Tichý
Ervín Tichý (28. prosince 1898 Velká Polom – ???) byl československý politik a meziválečný poslanec Národního shromáždění za Československou stranu národně socialistickou.

## Biografie
Povoláním byl tajemníkem železničářů. Podle údajů z roku 1935 bydlel v Moravské Ostravě.
V parlamentních volbách v roce 1935 získal poslanecké křeslo v Národním shromáždění. Mandát si oficiálně podržel do zrušení parlamentu roku 1939, přičemž v prosinci 1938 ještě přestoupil do poslaneckého klubu nově ustavené Strany národní jednoty. V roce 1941 byl zatčen a uvězněn v koncentračním táboře Buchenwald, odkud se v roce 1945 vrátil s podlomeným zdravím a na následky věznění později zemřel.
V červnu 1949 se jistý Ervín Tichý uvádí jako ústřední tajemník Svazu zaměstnanců vnitřní a zahraniční správy.